# Barly (Pas-de-Calais)
 Barly  ist eine französische Gemeinde mit 203 Einwohnern (Stand 1. Januar 2022) im Département Pas-de-Calais in der Region Hauts-de-France. Sie gehört zum Arrondissement Arras und zum Kanton Avesnes-le-Comte.

## Lage
Die Gemeinde Barly liegt 17 Kilometer westsüdwestlich von Arras. Nachbargemeinden von Barly sind Hauteville im Norden, Fosseux im Osten, Bavincourt im Südosten, Saulty im Süden, Sombrin im Südwesten und Westen, Grand-Rullecourt im Westen sowie Avesnes-le-Comte im Nordwesten.

## Bevölkerungsentwicklung
| Jahr      | 1962 | 1968 | 1975 | 1982 | 1990 | 1999 | 2007 |
| Einwohner | 277  | 265  | 245  | 275  | 282  | 268  | 245  |

## Sehenswürdigkeiten
- Schloss Varlemont (Monument historique)
- Kirche Saint-Léger
- Botanischer Garten
- französischer Soldatenfriedhof (Nécropole nationale)